# Klugeflustra simplex
Klugeflustra simplex is een mosdiertjessoort, de plaatsing in een familie is nog onzeker. De wetenschappelijke naam van de soort is voor het eerst geldig gepubliceerd in 1921 door Okada.